# Dinocras cephalotes
Dinocras cephalotes ist eine Steinfliegen-Art.

## Merkmale der Larven
Der Körper wird bis 30 Millimeter lang und ist stark abgeflacht. Er ist dunkelbraun gefärbt. Auf der Dorsalseite befindet sich eine helle Zeichnung. Jedes Abdomentergit weist zwei helle kleine Flecken auf. Tracheenkiemen finden sich auf beiden Seiten an den Pleuren vor und nach jedem Bein sowie zwischen den Cerci. Die Tracheenkiemen bestehen aus weißlichen Büscheln verzweigter Fäden. Bei männlichen Larven sind die Flügelscheiden zurückgebildet. (Männliche Imagines haben nur kurze Flügel.) Die Beine sind kräftig. An Femur und Tibia finden sich Borstensäume. Das erste und das zweite Tarsenglied sind gleich lang. Das dritte Tarsenglied ist dreimal so lang wie erstes und zweites zusammengenommen.

## Lebensweise
Die Larven der Art kommen in Fließgewässern, insbesondere in Bächen und kleinen Flüssen vor. Sie ernähren sich räuberisch. Die Generationsdauer beträgt drei Jahre.

## Vorkommen
Das Verbreitungsgebiet umfasst ganz Europa.

## Belege
- Herbert W. Ludwig: Tiere und Pflanzen unserer Gewässer. BLV Verlagsgesellschaft, München 2003, ISBN 3-405-16487-7.